# Fusil-mitrailleur Type 86

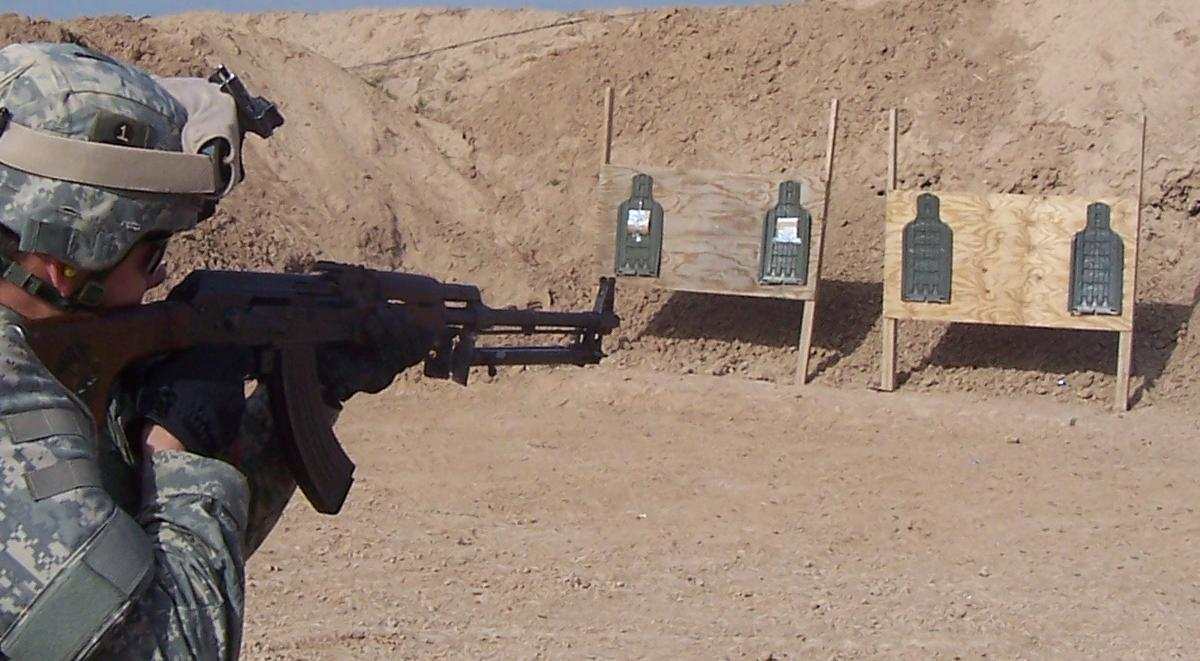
Un Soldat US tirant au RPK chinois sur le pas de tir de la FOB McHenry durant la Guerre d'Irak (2003-2011). La couleur rouge du Catalpa de ses crosse,poignée et garde-main permet de l'identifier aisément.

  Le fusil-mitrailleur Type 86 est une  copie chinoise sans licence du fusil-mitrailleur russe RPK.   

## Caractéristiques du fusil-mitrailleur Type 86
- Munition : 7,62 × 39 mm
- Cadence de tir : 600 coups/min
- Portée efficace : 600 m
- Alimentation : 
  - chargeur cintré de 30,40 ou 50 cartouches
  - chargeur tambour de 75 ou 100 cartouches
- Longueur : 1 040 mm
- Masse à vide : 5 kg
- Masse du FM avec chargeur de 100 cartouches : 7,5 kg.

Le FM 86 peut recevoir les accessoires conçus pour le RPK : chargeurs, lunette de visée, bipied, etc.

## Diffusion
Cette arme d'appui léger est réservée à l'export (vendu comme Norinco Type 86 LMG) puisque l'Armée chinoise utilise les F-M Type 81. Ainsi le FM Type 86 est en service dans les armées, déjà dotés de Fusils Type 56, du  Cambodge, de  Djibouti, de l' Irak, de l'Iran, du  Mali, du Soudan, etc. Les membres de l'EIIL utilise des FM Type 86 pris sur les soldats irakiens ou achetés au marché gris ou noir.

## Sources
Cette notice est issue de la lecture des monographies spécialisées de langue française suivantes :
- J. Huon, Histoire du Kalasnikov, ETAI, 2011
- J. Huon, Encyclopédie mondiale de l'armement, tome 2, Grancher, 2012